# Technétium 99
Ne doit pas être confondu avec Technétium 99m.
table
Le technétium 99, noté 99Tc, est l'isotope du technétium dont le nombre de masse est égal à 99 : son noyau atomique compte 43 protons et 56 neutrons avec un spin 9/2+ pour une masse atomique de 98,906 25 g/mol. Il est caractérisé par un excès de masse de −87 327 keV et une énergie de liaison nucléaire par nucléon de 8 613,610 ± 0,009 keV. Un gramme de technétium 99 présente une radioactivité de 629 MBq.
C'est un radioisotope, qui connaît une désintégration β− de faible intensité en ruthénium 99 avec une période radioactive de 211 000 ans et une énergie de désintégration de 294 keV :
99
43Tc ⟶ 99
44Ru + e− + νe.
C'est le plus important produit de fission à longue durée de vie. Il n'est pas très dangereux à manipuler, car[non neutre] le faible rayonnement β est arrêté par les vitres du laboratoire, ce qui provoque, par Bremsstrahlung, l'émission de rayons X doux qui ne représentent aucun risque[non neutre] tant qu'on reste à plus de 30 cm de ces vitres. Le risque principal est en fait l'inhalation de poussières de technétium, qui constituent un réel danger par leur effet cancérogène.
Comme déchet nucléaire, le technétium 99 pose, avec l'iode 129 un problème sérieux en raison de sa propension à former des espèces anioniques, alors que les techniques de retraitement des produits de fission concernent surtout les espèces cationiques telles que le strontium 90, le césium 134 et le césium 137 ; les pertechnétates 99TcO4− et les iodures 129I− échappent ainsi généralement à ces traitements.
L'option généralement retenue pour se débarrasser du technétium produit par les centrales nucléaires consiste à l'enfouir dans une roche géologiquement stable.[réf. nécessaire] Le principal risque est alors que le technétium entre en contact avec l'eau, car dans ce cas il contamine largement l'environnement : les espèces anioniques qu'il forme ne se lient que très faiblement aux minéraux des sols, contrairement par exemple au césium, à l'uranium et au plutonium, de sorte que la contamination s'étend rapidement.
Une méthode alternative de retraitement, réalisée au CERN, consiste à bombarder le technétium 99 avec des neutrons pour former du technétium 100, lequel se désintègre rapidement en ruthénium 100, stable, avec une période de 16 s.

## Articles liés
- Technétium
- Table des isotopes
- Radioactivité β